# Patinoire de l'Illberg
 (avril 2025).
Si vous disposez d'ouvrages ou d'articles de référence ou si vous connaissez des sites web de qualité traitant du thème abordé ici, merci de compléter l'article en donnant les références utiles à sa vérifiabilité et en les liant à la section « Notes et références ».
La Patinoire de l'Illberg est le nom donné à la patinoire de Mulhouse.

## Hockey sur glace
Elle accueille l'équipe de hockey sur glace des Scorpions de Mulhouse.